# Омблимон
Омблимон (фр. Amblimont) насеље је и општина у североисточној Француској у региону Шампањ-Арден, у департману Ардени која припада префектури Седан.
По подацима из 2011. године у општини је живело 163 становника, а густина насељености је износила 22,03 становника/km². Општина се простире на површини од 7,4 km². Налази се на средњој надморској висини од 220 метара.

## Демографија
| 1962. | 1968. | 1975. | 1982. | 1990. | 1999. | 2011. |
| ----- | ----- | ----- | ----- | ----- | ----- | ----- |
| 121   | 150   | 163   | 159   | 164   | 143   | 163   |

График промене броја становника у току последњих година